# Dioscorea fodinarum
Dioscorea fodinarum är en enhjärtbladig växtart som beskrevs av Carl Sigismund Kunth. Dioscorea fodinarum ingår i släktet Dioscorea och familjen Dioscoreaceae. Inga underarter finns listade i Catalogue of Life.